# Liste der Nationalstraßen in Uruguay
Diese Liste enthält eine Übersicht über die Rutas Nacionales del Uruguay, die uruguayischen Fernstraßen.
Sie sind die wichtigsten Transportwege des Landes und verbinden die bedeutendsten Ortschaften. Dieses Straßennetz von insgesamt 8698 Kilometern Länge verfügt über 303 Kilometer betonierte, 3164 Kilometer asphaltierte, 4220 Kilometer bitumenbehandelte und 1009 Kilometer naturbelassene Straßenoberfläche.

## Nummerierung und Benennung der einzelnen Straßen
Die Rutas Nacionales in Uruguay tragen Namen von Persönlichkeiten aus der Geschichte des Landes, oftmals militärische Befehlshaber. Die Ruta Interbalnearia ist nicht nummeriert.
| Nr.      | Name                                 | von – bis                                                    | Länge  |
| -------- | ------------------------------------ | ------------------------------------------------------------ | ------ |
| Ruta 1   | Bgdier. Gral. Manuel Oribe           | Montevideo – Colonia del Sacramento                          | 177 km |
| Ruta 2   | Grito de Asencio                     | Rosario – Fray Bentos                                        | 181 km |
| Ruta 3   | Gral. José Artigas                   | Km 68 der Ruta 1 – Bella Unión an der Grenze zu Brasilien    | 587 km |
| Ruta 4   | Andrés Artigas                       | Artigas – Ruta 26                                            | 270 km |
| Ruta 5   | Bgdier. Gral. Fructuoso Rivera       | Montevideo – Rivera                                          | 506 km |
| Ruta 6   | Joaquín Suárez                       | Montevideo – Paso Hospital – Grenze Brasilien                | 338 km |
| Ruta 7   | Gral. Aparicio Saravia               | Nähe Montevideo – Melo                                       | 387 km |
| Ruta 8   | Bgdier. Gral. Juan Antonio Lavalleja | Montevideo – Aceguá                                          | 442 km |
| Ruta 9   | Gral. Leonardo Olivera               | Ruta 8 nahe Soca – Chuy                                      | 250 km |
| Ruta 10  | Juan Díaz de Solís                   | Verbindet die Badeorte der Departamentos Maldonado und Rocha | 193 km |
| Ruta 11  | Ing. Eladio Dieste                   | Ecilda Paullier – Atlántida                                  | 160 km |
| Ruta 12  | Dr. Luis Alberto de Herrera          |                                                              |        |
| Ruta 13  | Bartolomé Hidalgo                    |                                                              |        |
| Ruta 14  | Gral. Venancio Flores                | Mercedes – La Coronilla                                      | 481 km |
| Ruta 18  | Ricardo Ferrés (Teilstück)           | Treinta y Tres – Ruta 26 bei Río Branco                      | 140 km |
| Ruta 19  | Cnel. Lorenzo Latorre                |                                                              |        |
| Ruta 21  | Treinta y Tres Orientales            | Colonia del Sacramento – Mercedes                            | 177 km |
| Ruta 26  | Bgdier. Gral. Leandro Gómez          | Ruta 3 bei Paysandú – Rio Branco an der Grenze zu Brasilien  | 398 km |
| Ruta 27  | Mario Heber                          |                                                              |        |
| Ruta 28  | Cnel. Andrés Latorre                 |                                                              |        |
| Ruta 30  | Bgdier. Gral. Eugenio Garzón         |                                                              |        |
| Ruta 31  | Cnel. Gorgonio Aguiar                |                                                              |        |
| Ruta 44  | Cnel. Fernando Otorgués              |                                                              |        |
| Ruta 56  | Cnel. Bernabé Rivera                 |                                                              |        |
| Ruta 60  | Cnel. Manuel Francisco Artigas       |                                                              |        |
| Ruta 101 | Cap. Juan Antonio Artigas            |                                                              |        |
| Ruta IB  | Ruta Interbalnearia (ohne Nr.)       |                                                              | 90 km  |

## Klassifizierung der Straßen
Das uruguayische Verkehrsministerium (Ministerio de Transporte y Obras Públicas) nimmt für die Straßen des Landes folgende Klassifizierungen vor:
- Corredor Internacional
- Red Primaria
- Red Secundaria
- Red Terciaria
- und solche, bei denen die Einstufung vom Material des Straßenbelags abhängig ist.

### Corredor Internacional
Straßen, die Montevideo mit den Grenzübergängen des Landes verbinden. Der Straßenbelag besteht entweder aus Beton oder Asphalt.
- Ruta 1, komplett
- Ruta 2, komplett
- Ruta 3, komplett
- Ruta 5, komplett
- Ruta 8, lediglich von Montevideo bis Treinta y Tres
- Ruta 9, komplett

### Red Primaria
Departamento-Hauptstädte verbindende Straßen. Der Straßenbelag besteht aus Asphalt oder ist bitumenbehandelt.
- Ruta 6, Teilstück ab Montevideo (etwa 80 km)
- Ruta 7, Teilstück ab Montevideo (etwa 100 km)
- Ruta 8, von Treinta y Tres bis Aceguá
- Ruta 21, komplett
- Ruta 24, komplett
- Ruta 26, komplett
- Ruta 30, vom Zusammenschluss mit der Ruta 5 bis Artigas
- Ruta Interbalnearia, komplett

### Red Secundaria und Red Terciaria
Straßen, die kleinere Ortschaften, verschiedene Badeorte oder wichtige agrarindustrielle Zonen miteinander verbinden. Die Straßenoberfläche ist bitumenbehandelt oder naturbelassen.